# Il diluvio universale (singolo)
Il diluvio universale è un singolo della cantante italiana Annalisa, pubblicato l'11 febbraio 2016 come primo estratto dal quinto album in studio Se avessi un cuore.

## Descrizione
Il brano è stato presentato dalla cantante al Festival di Sanremo 2016, dove si è classificata all'undicesimo posto. Il testo porta la firma di Annalisa stessa e di Diego Calvetti, produttore del brano. Riguardo al brano stesso, la cantante ha dichiarato:

## Video musicale
Il videoclip è stato diretto da Gaetano Morbioli per Run Multimedia. Il filmato è in bianco e nero, con il contrasto di colore dato solamente dal rossetto e dallo smalto di colore rosso di Annalisa, quest'ultima protagonista indiscussa in una serie di primi piani.

## Tracce
Testi di Annalisa Scarrone, Diego Calvetti, musiche di Diego Calvetti; edizioni musicali Warner Chappell Music Italiana.
1. Il diluvio universale – 3:24

## Formazione
Musicisti
- Annalisa – voce, cori
- Lapo Consortini – chitarra elettrica
- Diego Calvetti – pianoforte, arrangiamento, sintetizzatore, programmazione
- Claudia Rizzitelli, Angela Savi, Angela Tomei – primi violini
- Natalia Kuleshova, Maria Landolfa, Roberta Malavolti – secondi violini
- Sabrina Giuliani, Caterina Paoloni – viole
- Laura Gorkoff, Diana Muenter – violoncelli

Produzione
- Diego Calvetti – produzione, registrazione, registrazione strumenti ad arco, missaggio
- Andrea Benassai – registrazione strumenti ad arco
- Lapo Consortini – editing
- Marco D'Agostino – mastering

## Classifiche
| Classifica (2016) | Posizione massima |
| ----------------- | ----------------- |
| Italia            | 25                |